# Ford Bronco
De Ford Bronco is een off-road terreinwagen die sinds 1966 wordt geproduceerd door Ford Motor Company. De auto is onder te verdelen in zes generaties.
De auto werd geïntroduceerd als concurrentie voor de Jeep CJ-5 en de SUV International Harvester Scout. In 1978 echter kwam Ford met een geheel nieuw ontwerp gebaseerd op de Ford F-Series. Een grotere, robuustere Bronco als concurrentie voor de Chevrolet K5 Blazer, de Jeep Cherokee SJ en de Dodge Ramcharger. Na een afwezigheid van 25 jaar kwam de Bronco terug op de markt als concurrent voor de Jeep Wrangler. Dientengevolge kunnen Bronco's worden ingedeeld in drie categorieën: de vroegste Bronco's (1966–1977), de full-size Bronco's (1978–1996) en de mid-size Bronco's (2021-).
De full-size Bronco en zijn opvolger de Expedition werden geproduceerd in Wayne, Michigan. De nieuwe mid-size Bronco wordt daar eveneens geproduceerd.
Hieronder de productiejaren van de verschillende generaties.
- Vroegste Bronco's:
  - 1966–1977: eerste generatie.
- Full-size Bronco's:
  - 1978–1979: tweede generatie;
  - 1980–1986: derde generatie;
  - 1987–1991: vierde generatie;
  - 1992–1996: vijfde generatie.
- Mid-size Bronco's:
  - 2021–heden: zesde generatie.

## Bronco-conceptauto

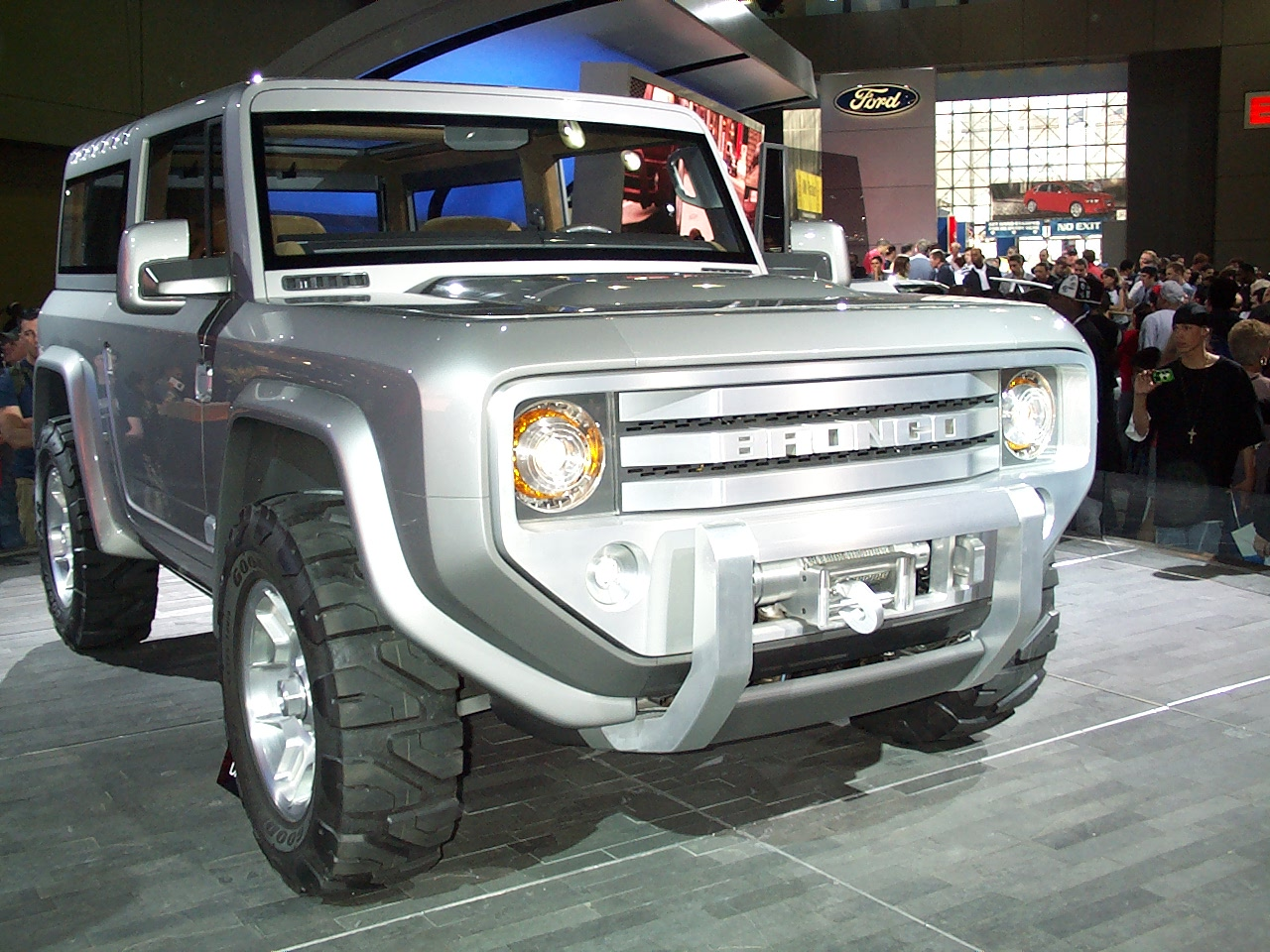
De Bronco-conceptauto uit 2004.

De bouw van de full-size Bronco werd gestaakt in 1996. Als opvolger werd in het productiejaar 1997 de Ford Expedition geïntroduceerd, die op succesvollere wijze concurreerde met de Chevrolet Tahoe van General Motors.
Op de North American International Auto Show van 2004 werd een Bronco-conceptauto geïntroduceerd. Sommige kenmerken van deze conceptauto, zoals het hoekige dak, de korte wielbasis en de ronde koplampen gelijken op die van de vroegste Bronco. Maar de conceptauto had een 2.0 l turbodieselmotor met intercooler en een handgeschakelde gangwissel met zes versnellingen.

## Trivia
- De Ford Bronco kwam wereldwijd in het nieuws op 17 juni 1994. In de hoop aan de politie van Los Angeles te ontkomen hield O.J. Simpson zich tijdens een achtervolging op achter in een witte Bronco uit 1993.
- Het personage gespeeld door Dwayne Johnson in de Amerikaanse film Rampage uit 2018 rijdt met een Bronco-conceptauto.[1]